# Autobuses del Norte (métro de Mexico)
Autobuses del Norte est une station de la Ligne 5 du métro de Mexico, située au nord de Mexico, dans la délégation Gustavo A. Madero.

## La station
La station est ouverte en 1982.
Son nom vient de ce qu'elle est située en face du Terminal Central Nord des autobus mexicains, qui dessert le transport terrestre international. La ligne 5, ouverte en 1981, a connu trois phases d'extension, dont la dernière en 1982, de Politécnico à La Raza, inclut Autobuses del Norte.